# Legoland Billund
Pour les articles homonymes, voir Legoland.
Legoland Billund est un parc d'attractions Legoland situé à Billund au Danemark, ouvert le 7 juin 1968. Il compte plus de 50 millions de visiteurs depuis son ouverture,.
Le parc propose de nombreuses attractions regroupées en neuf zones thématiques. Il comporte également de nombreux monuments, animaux et objets en Lego, pour un total de 65 millions de briques Lego.

## Histoire
En 1968, Godtfred Christiansen, le fils de l'inventeur des Lego Ole Kirk Christiansen, qui a repris la société quelques années plus tôt, crée au Danemark un parc de loisirs. La majorité des sculptures présentes à ce moment-là dans le parc sont dues à Dagny Holm. Ce parc est situé à Billund, à proximité immédiate de la première usine de Lego. Sur les 10 hectares s'élèvent des reproductions miniatures de monuments et villages du monde entier, fabriqués avec 30 millions de petits cubes de plastique.
En 2003, un Robocoaster est installé dans le parc.
En 2010, un parcours scénique interactif sur le thème de l'Égypte au nom de Templet (« temple » en danois) ouvre au public,. Onze scènes forment le parcours, avec plus de 120 personnages Lego interactifs et cibles. Le parcours dure quatre minutes et la capacité est de 1 000 personnes à l'heure. L'investissement est de 30 millions de couronnes danoises (4 millions d'euros).
Neuf autres parcs Legoland ont été construits depuis lors dans différents pays du monde,. Les parcs Legoland présentent des reproductions de monuments, cathédrales, quartiers d'une ville, animaux en « briques » de Lego et Duplo.

## Le parc d’attractions

### Structure générale du parc
Le parc est divisé en douze zones thématiques : The Lego Movie World, Miniland, Duplo Land, Imagination Zone, Legoredo Town, Adventure Land, Pirate Land, Lego Ninjago World, Knights' Kingdom, Brick Street, Lego Duplo Peppa Pig Playground et Polar Land,.

### Miniland
Le Miniland est un parc de miniatures en Lego représentant des bâtiments du monde entier. Une des constructions est, par exemple, une reproduction miniature du Mount Rushmore National Memorial (dans l'État du Dakota du Sud, aux États-Unis, les têtes géantes des présidents George Washington, Thomas Jefferson, Abraham Lincoln et Theodore Roosevelt ont été sculptées dans la falaise du mont Rushmore),. Cette reproduction de 12 mètres de haut fut exécutée en 1974, au moyen de 1 500 000 briques de Lego et de 40 000 Duplo,.
Parmi d'autres réalisations, figurent le temple égyptien d'Abou Simbel (265 000 briques), la statue de la Liberté (3 mètres de hauteur et 1 400 000 briques), la navette spatiale Columbia (410 000 briques) et le quartier historique et touristique de Nyhavn, l'ancien port de Copenhague (3 000 000 de modules).
Une autre construction de Legoland, le Parthénon d'Athènes, reproduit au vingtième de sa dimension réelle, a nécessité 265 000 briques. On peut y noter, les pierres manquantes et les parties effondrées du monument authentique[source insuffisante].

### Attractions

#### Montagnes russes
| Nom            | Type                       | Constructeur | Zone             | Année |
| -------------- | -------------------------- | ------------ | ---------------- | ----- |
| Dragen         | Montagnes russes E-Powered | Mack Rides   | Knights' Kingdom | 1997  |
| Flyvende Ørn   | Montagnes russes junior    | Zierer       | Legoredo Town    | 2018  |
| Polar X-plorer | Montagnes russes assises   | Zierer       | Polarland        | 2012  |
| X-Treme Racers | Wild Mouse                 | Mack Rides   | Adventure Land   | 2002  |

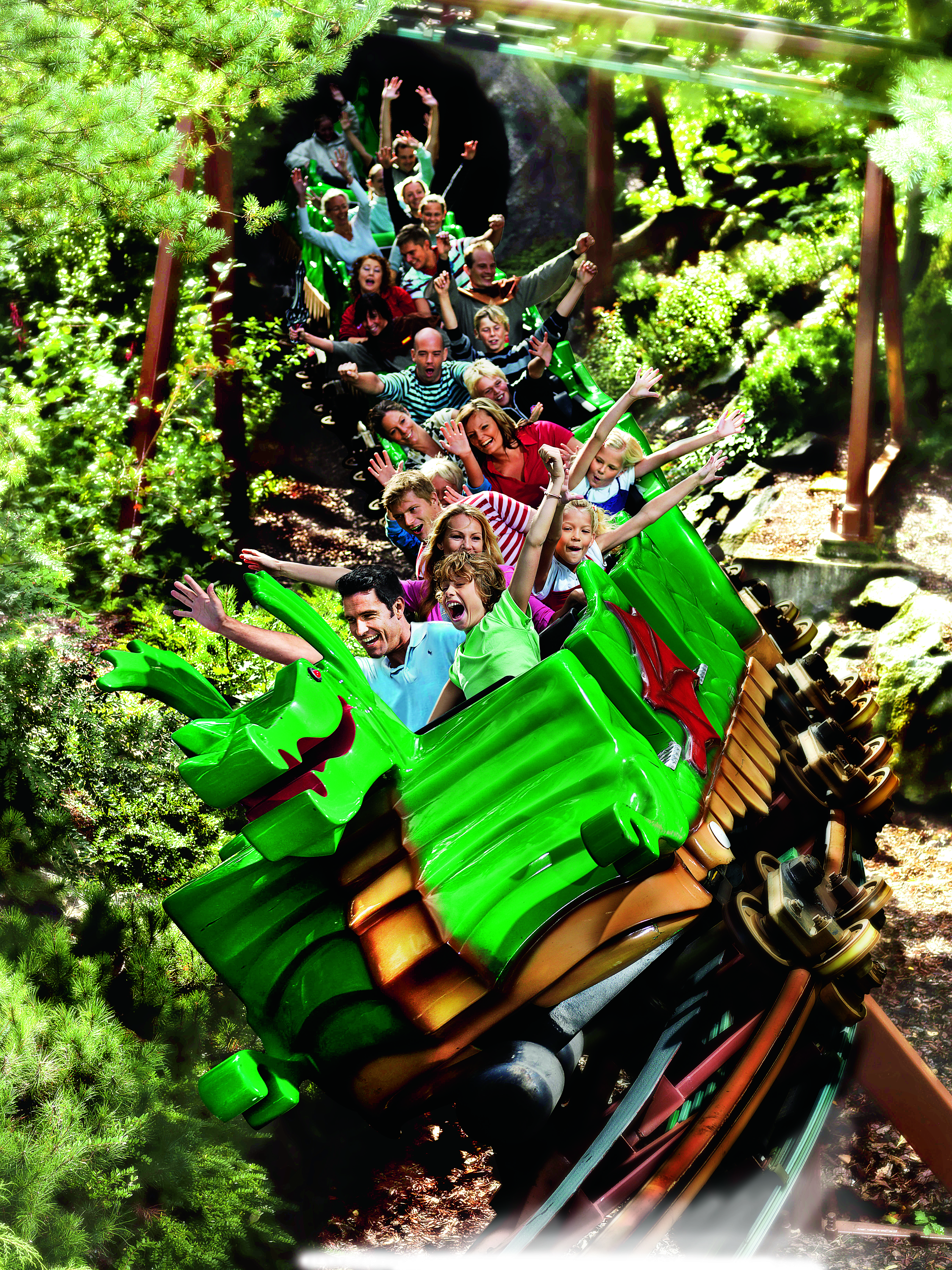
Dragen
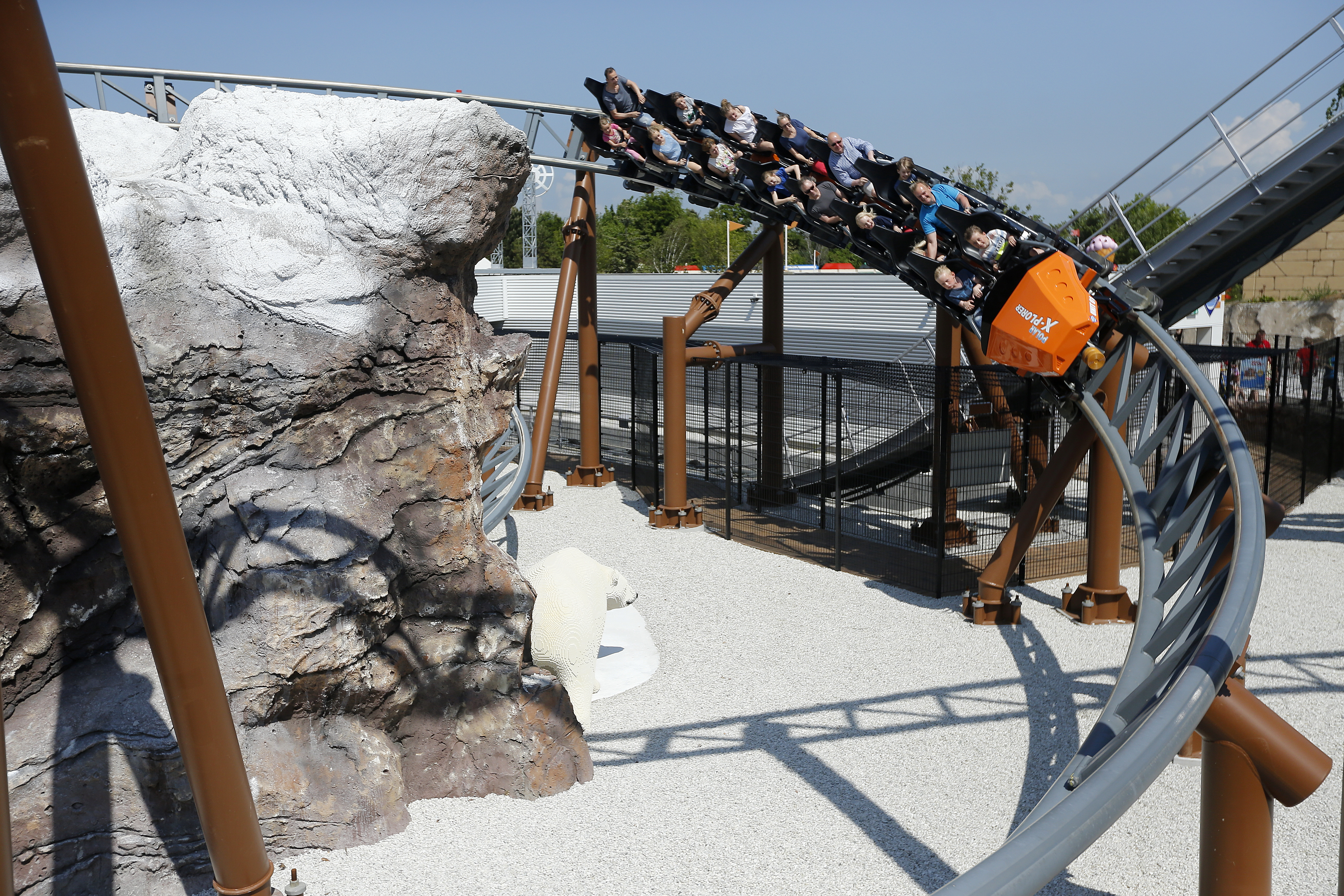
Polar X-plorer
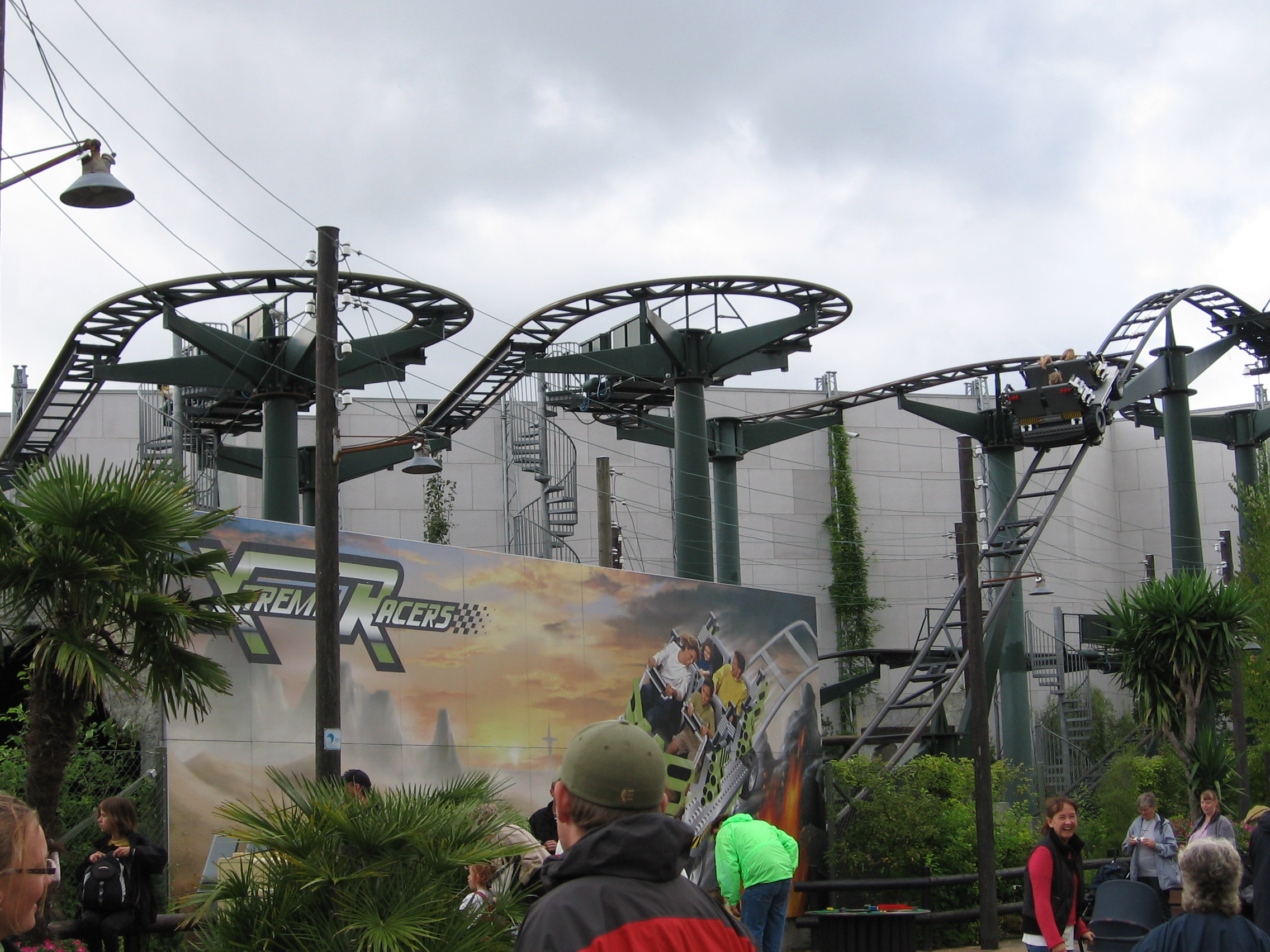
X-Treme Racers

#### Attractions aquatiques
| Nom                   | Type          | Constructeur | Zone             | Année |
| --------------------- | ------------- | ------------ | ---------------- | ----- |
| Jungle Racers         | Jet Skis      | Zierer       | Adventure Land   | 2000  |
| Lego Canoe            | Bûches        |              | Legoredo Town    | 1992  |
| Piratbåde             | Tow boat ride | Mack Rides   | Pirate Land      |       |
| Pirate Splash Battle  | Splash Battle | Mack Rides   | Pirate Land      | 2008  |
| Vikings' River Splash | Rapids Ride   | Intamin      | Knights' Kingdom | 2006  |

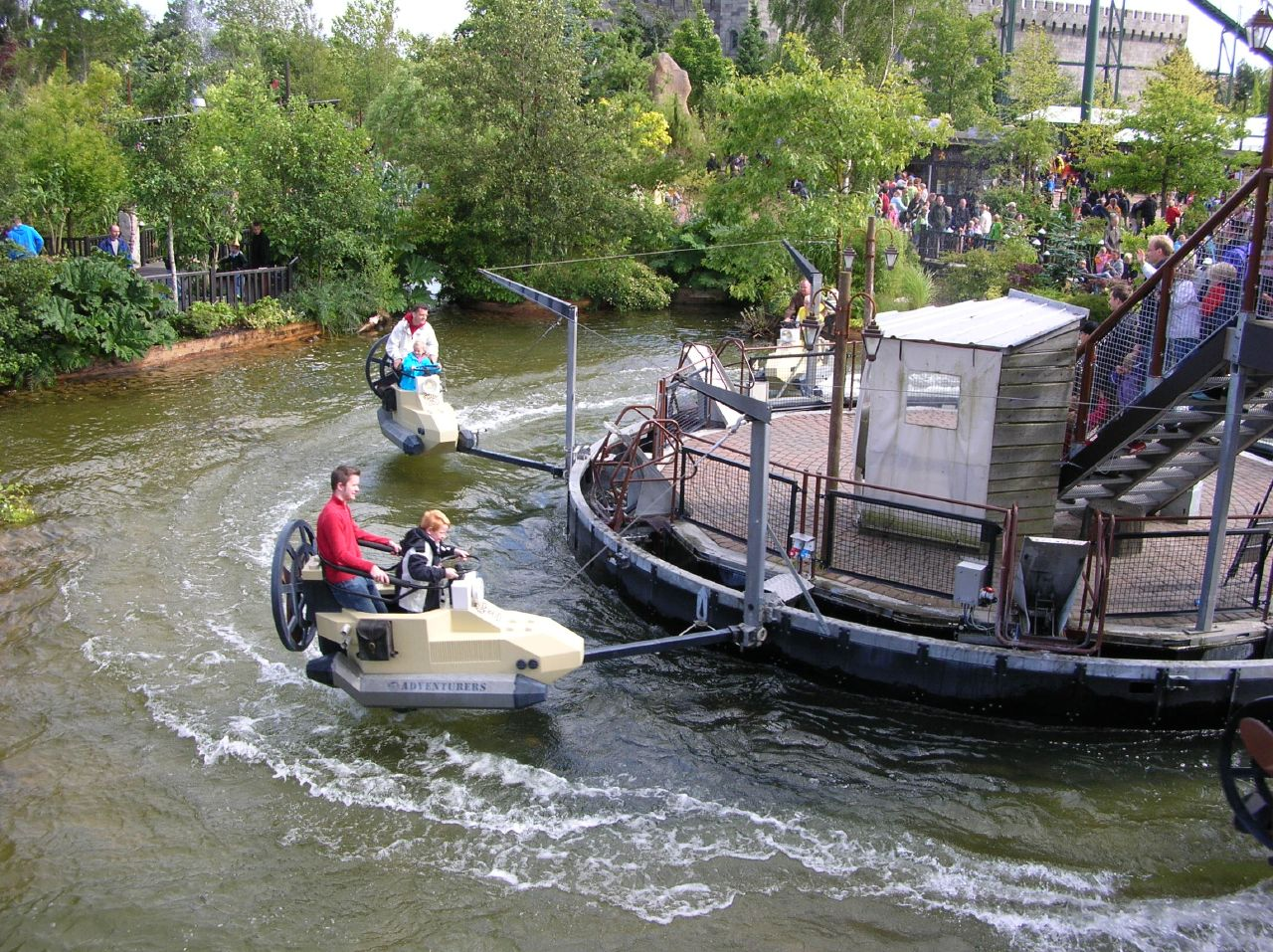
Jungle Racers
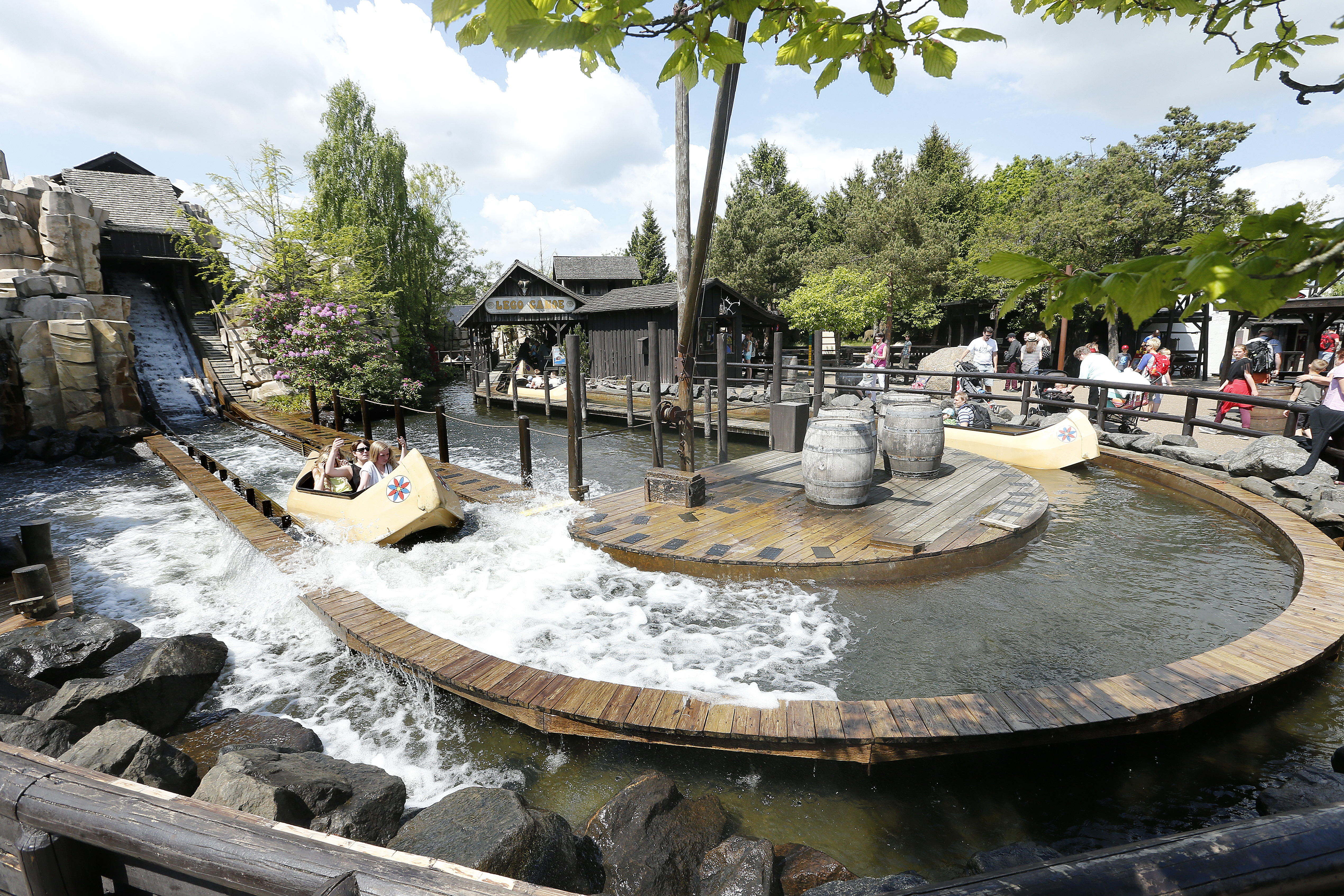
Lego Canoe
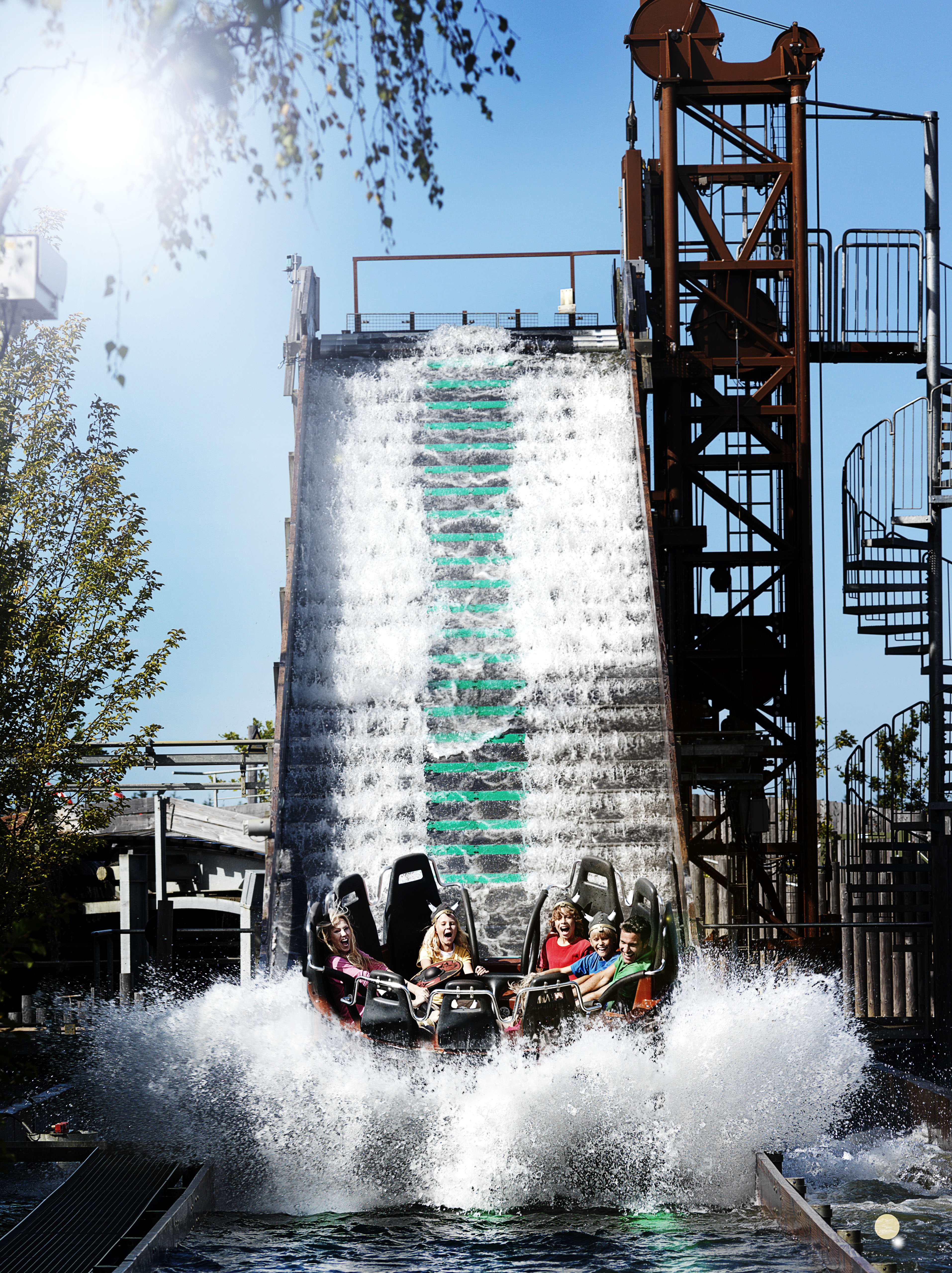
Vikings River Splash

#### Parcours scéniques
| Nom              | Type                         | Constructeur     | Zone           | Année |
| ---------------- | ---------------------------- | ---------------- | -------------- | ----- |
| Ninjago the Ride | Parcours scénique interactif | Triotech         | Ninjago World  | 2016  |
| Templet          | Parcours scénique interactif | Sally Dark Rides | Adventure Land | 2010  |

#### Autres attractions
| Nom                 | Type                 | Constructeur          | Zone          | Année |
| ------------------- | -------------------- | --------------------- | ------------- | ----- |
| Caterpillar         | Music Express        |                       | Miniland      |       |
| Duplo Planes        | Avion d'avions       |                       | Duplo Land    |       |
| Falck Fire Brigade  | Fire Brigade         | Metallbau Emmeln      | Lego City     |       |
| Frog Hopper         | Tour de chute junior |                       | Miniland      |       |
| Ice pilots school   | Robocoaster          | Kuka                  | Polarland     | 2003  |
| LEGONDOL            | Grande roue junior   |                       | Duplo Land    |       |
| Lego Safari         | Parcours de jeeps    |                       | Miniland      |       |
| Lego Tog            | Train panoramique    | Metallbau Emmeln      | Miniland      | 1968  |
| Legotop             | Tour d'observation   | Intamin               | Miniland      |       |
| Lighthouse          | Tower                | Heege Freizeittechnik | Pirate Land   |       |
| Monorail            | Monorail             | Mack Rides            | Miniland      |       |
| Pirate Carousel     | Tasses               |                       | Pirate Land   |       |
| Pirate Wave Breaker | Kontiki              | Zierer                | Pirate Land   | 2009  |
| Western Ride        | Carousel             |                       | LEGOREDO Town |       |

### Ancienne attraction
| Nom         | Type                    | Constructeur | Zone          | Année       |
| ----------- | ----------------------- | ------------ | ------------- | ----------- |
| Timber Ride | Montagnes russes junior | Zierer       | Legoredo Town | 1978 à 2018 |

## Galerie

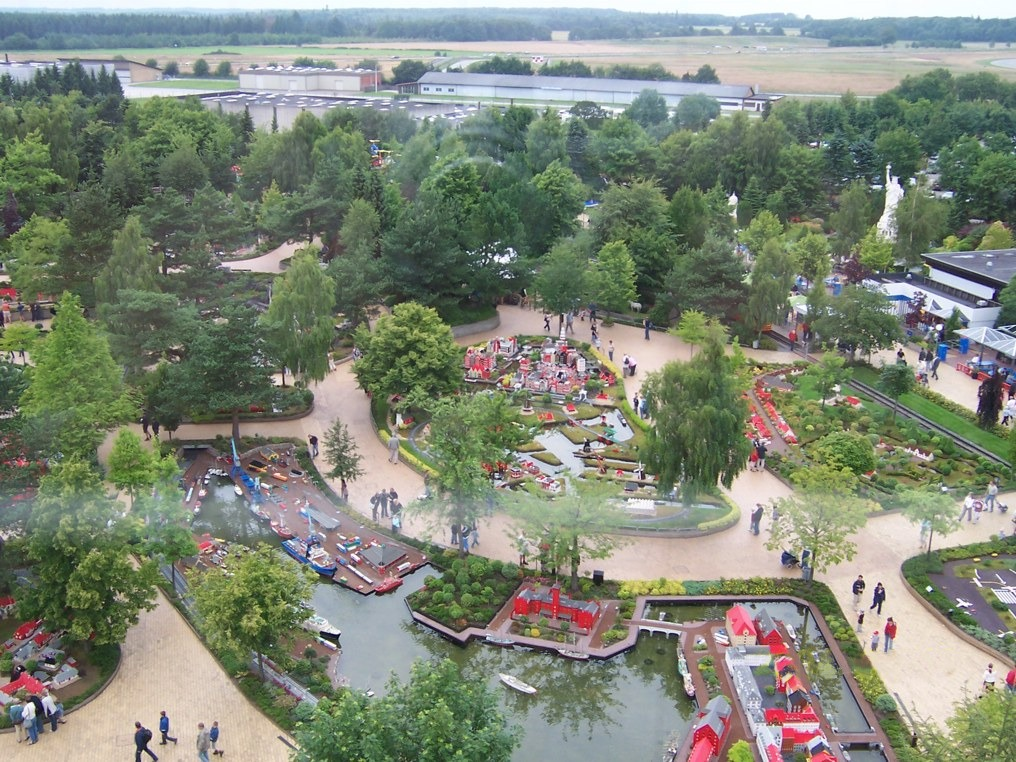
Vue aérienne.
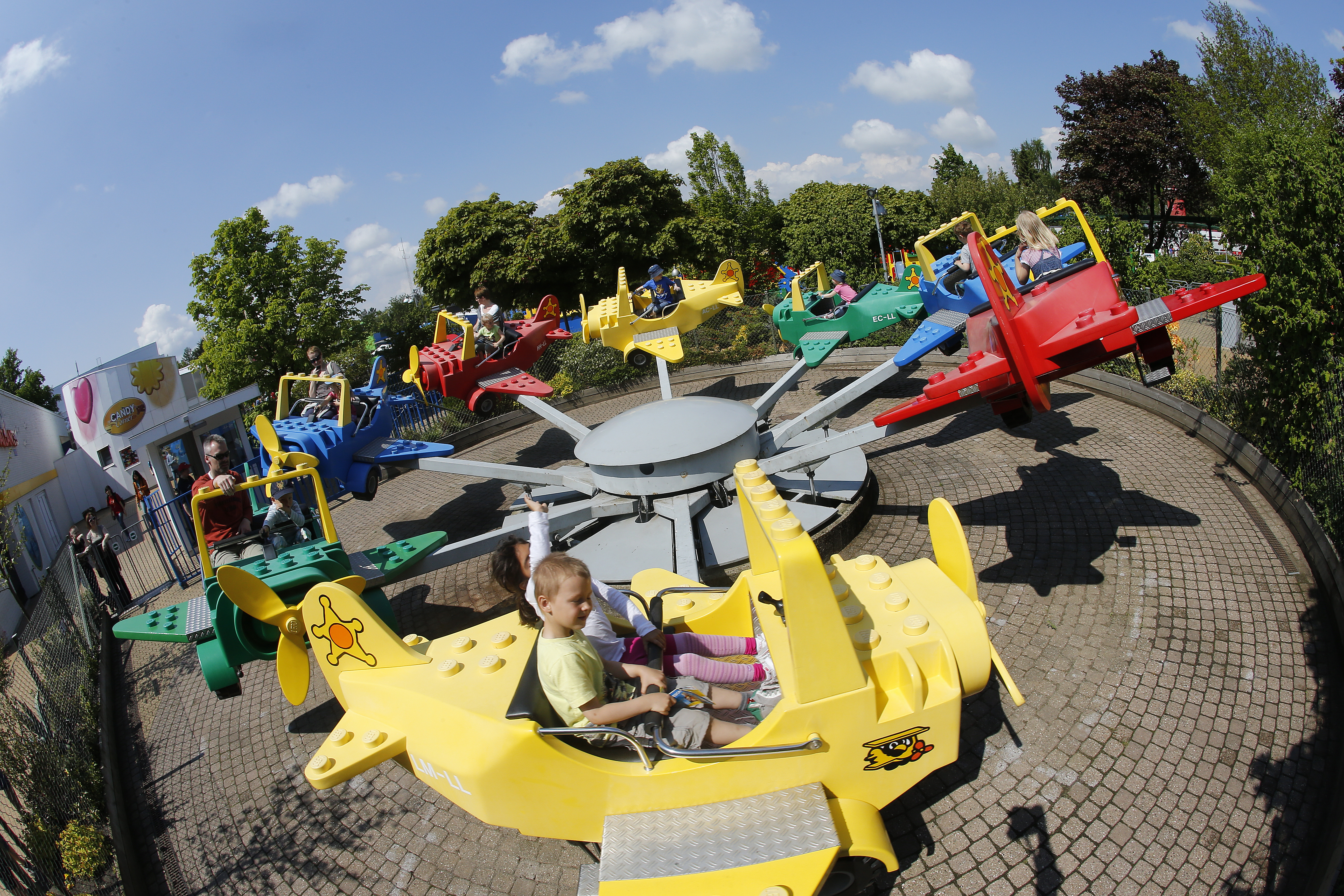
Duplo Express
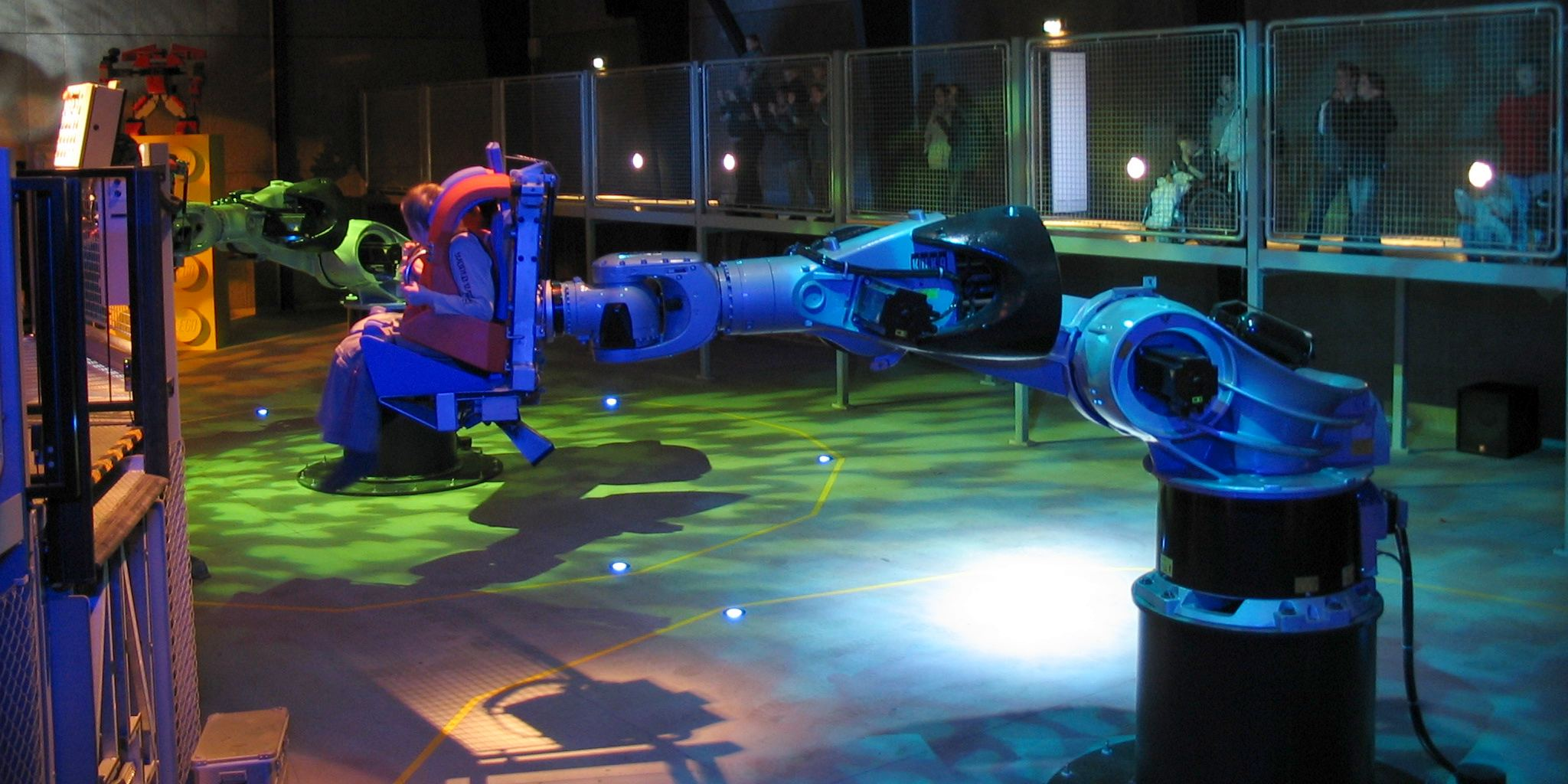
Ice pilots school
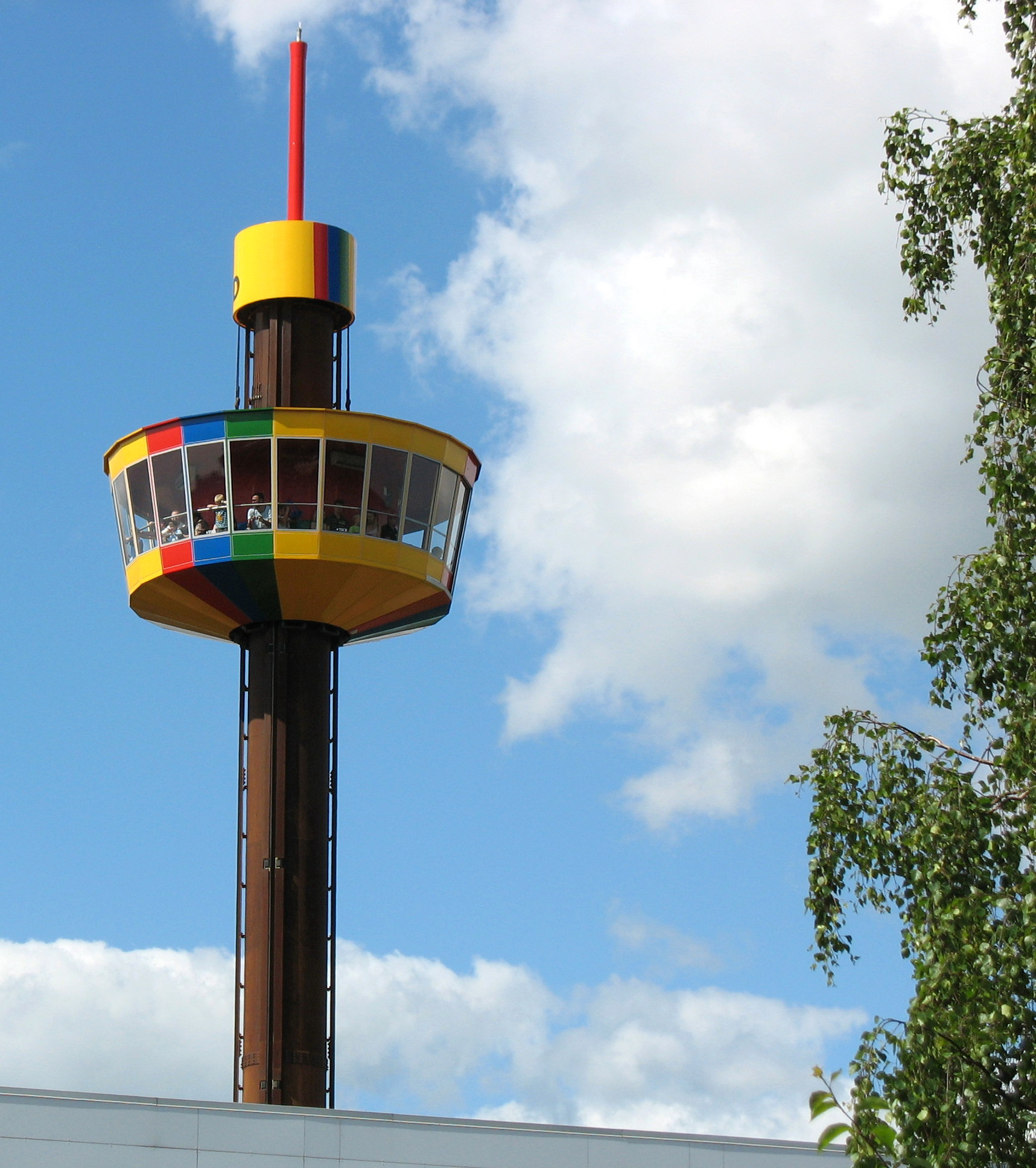
Tour d'observation Legotop
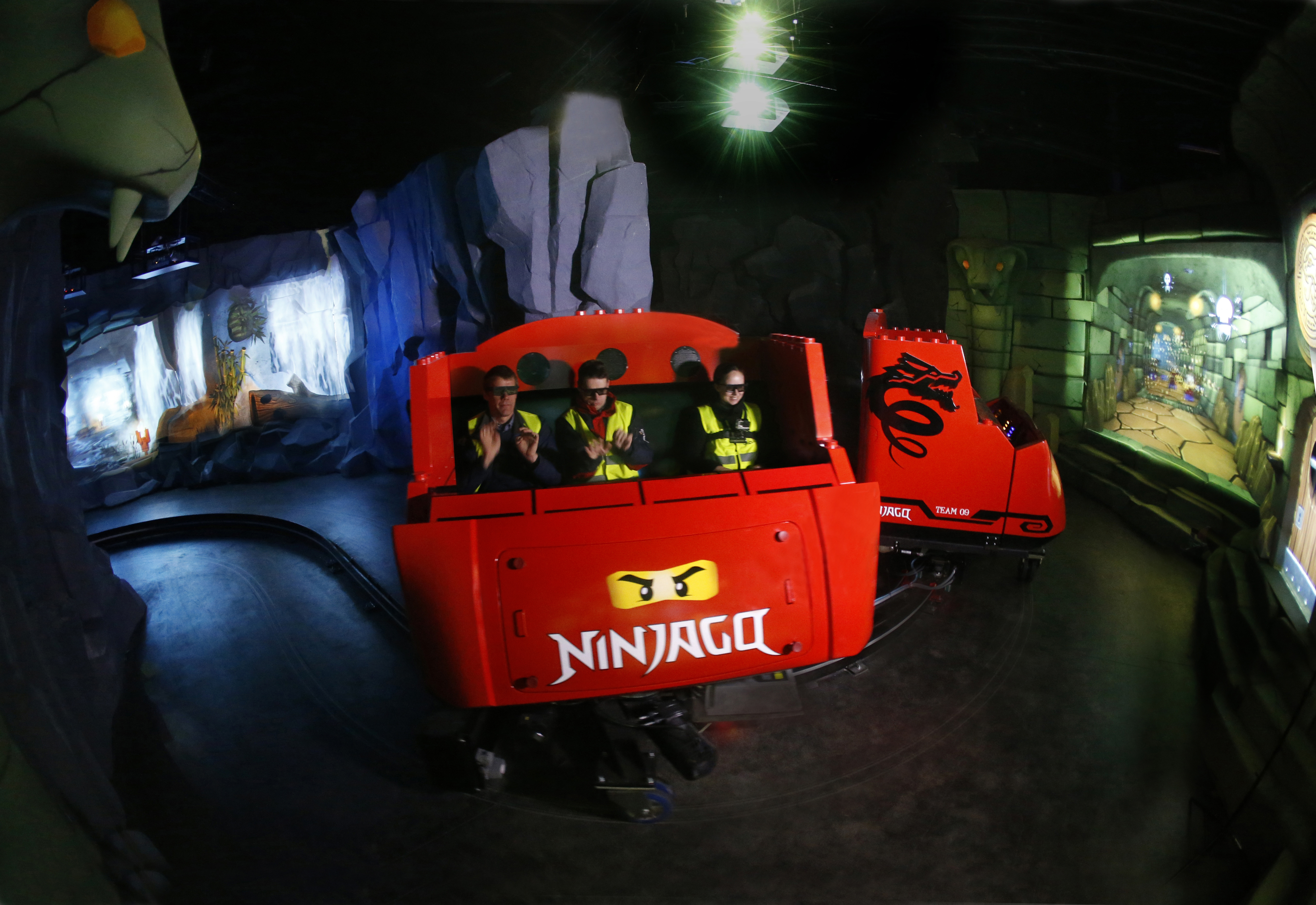
Ninjago The Ride

## Hébergement
Le parc possède trois hôtels :
- Hotel Legoland [30];
- Legoland Castle Hotel, au thème médiéval [31];
- Legoland Holiday Village, un village de bungalows sur les thèmes de l'Ouest américain et des pirates[32].

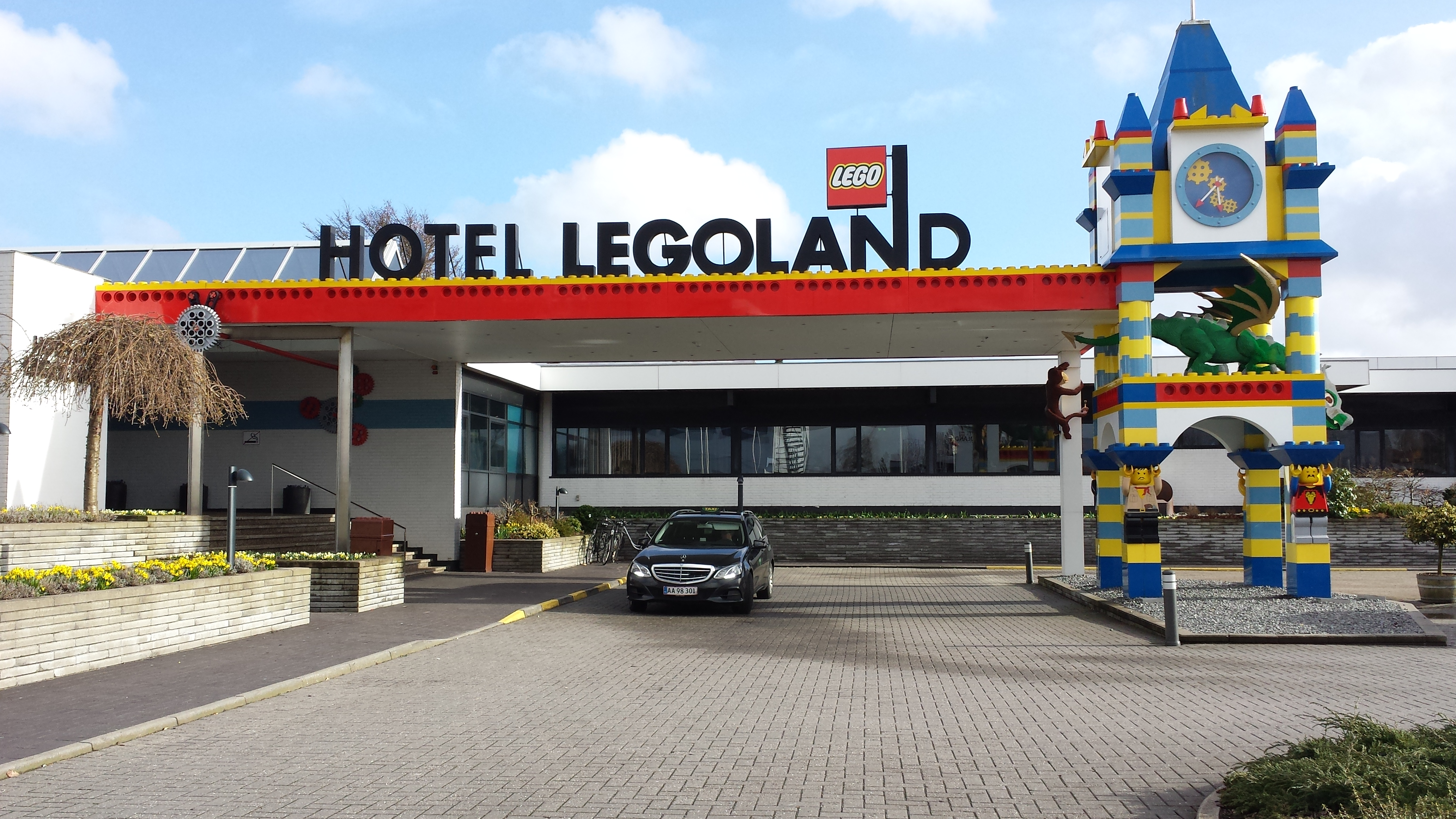
Hotel Legoland.
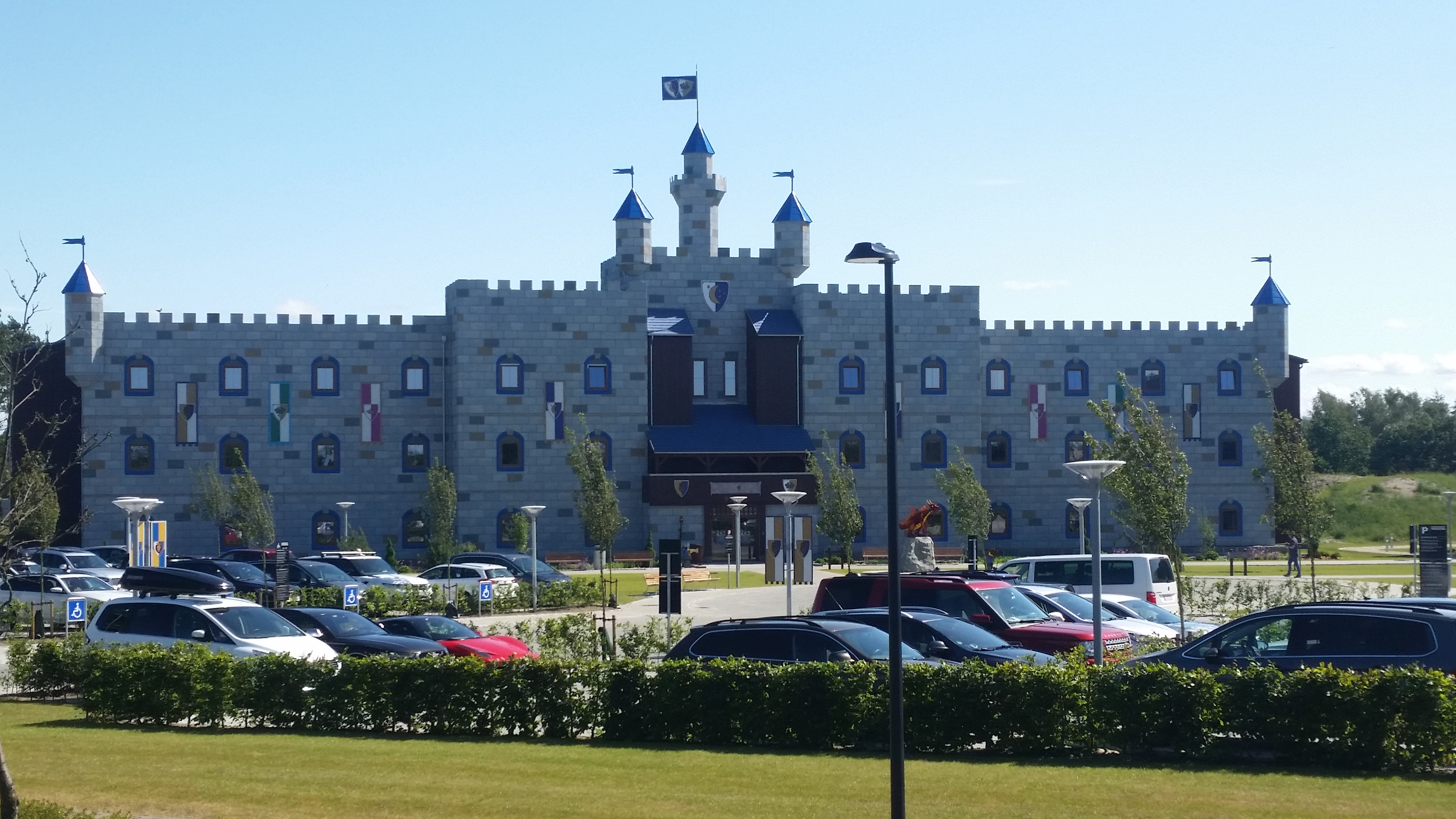
Legoland Castle Hotel.

## Fréquentation
Fréquentation annuelle 

2 350 000 (2023)